# Syncerus caffer nanus
O búfalo-vermelho (Syncerus caffer nanus) ou pacaça, também conhecido como búfalo-da-floresta é uma subespécie de búfalo-africano encontrada nas florestas da África central. A pacaça ou búfalo-vermelho é a mais ameaçada das espécies de búfalos.

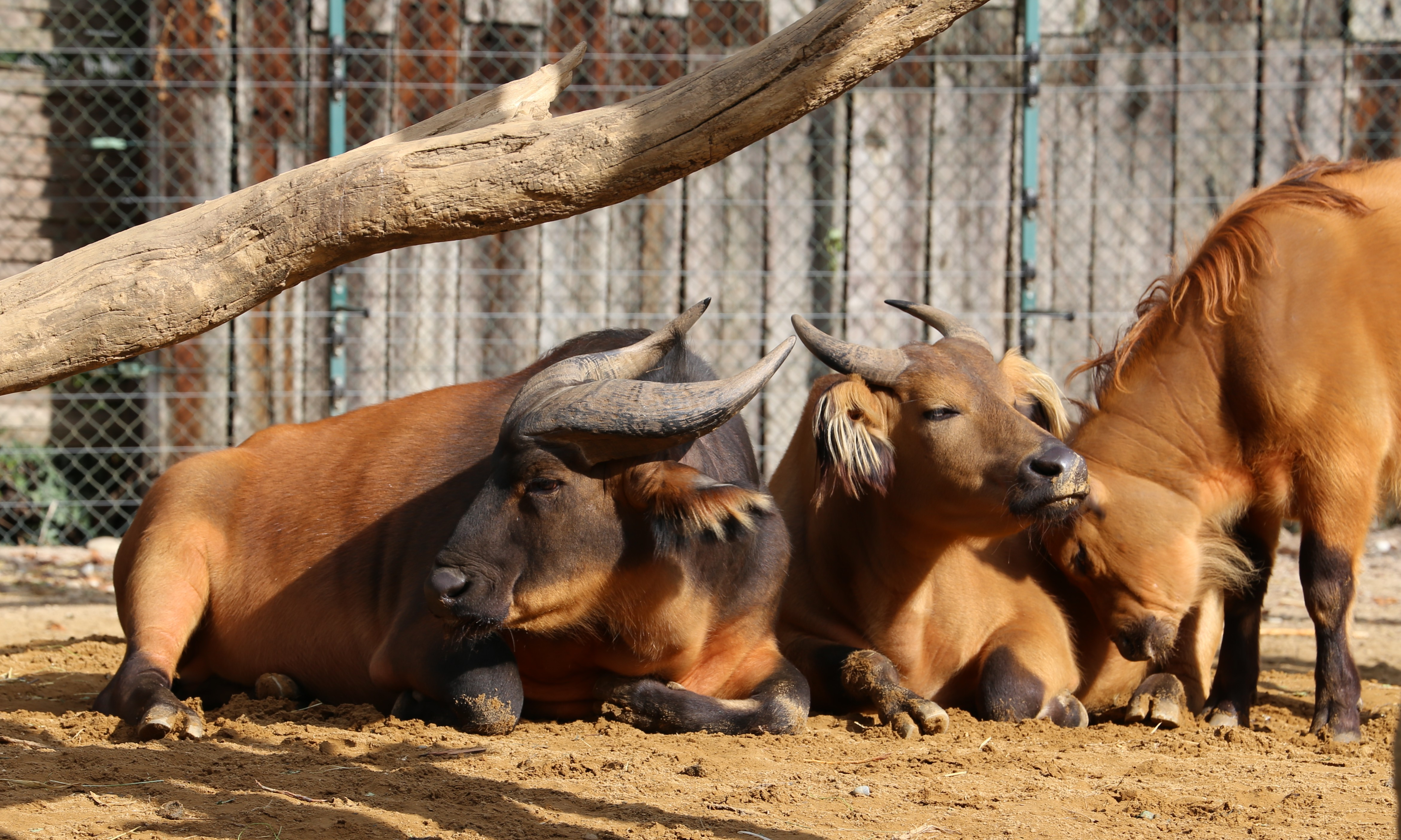
Búfalo da floresta no zoológico de Augsburg, Alemanha.